# Leucania nigristriata
Leucania nigristriata är en fjärilsart som beskrevs av W. Warren 1913. Leucania nigristriata ingår i släktet Leucania och familjen nattflyn. Inga underarter finns listade i Catalogue of Life.